# Жекс
Жекс (фр. Gex) — город и коммуна во французском департаменте Эн, административный центр округа Жекс и кантона Жекс.

## Географическое положение
Жекс лежит на высоте 600 м над уровнем моря, в 16 км северо-западнее Женевы в долине реки Журнан в горах Юра.

## История
Территория Жекса была очень рано заселена. Самые ранние археологические находки датируются 1800 годом до н. э. Во времена галлов и Древнего Рима Жекс был опорным пунктом.
Впервые в исторических документах Жекс появляется как de Gayo. Затем встречаются названия Gaix (1137), Jaz (1160), Gez (1227), Jayz (1234), Jax (1265), Jacium (1278), Geyz (1289), Ges (1416), и, наконец, Gex (1559).
С начала XII века Жекс был резиденцией рода Жекс, перешедшей затем к графам Женевским. Они укрепили город и дали ему свободу. После захвата города Амадеем VI, графом Савойским в 1353 году Жекс на двести лет попал под власть Савойи. В 1536 году город был захвачен бернцами с помощью Женевы, и в нём была проведена Реформация. Однако по Лозаннскому договору 1564 года Жекс вновь отошёл Савойскому дому. В 1589 году во время войны с Женевой город опять был завоёван последней. По Лионскому договору 1601 года Жекс отошёл Франции и вновь перешёл в католическую веру.
Венский конгресс 1814—1815 годов оставил Жекс в составе Франции, но город стал свободной экономической зоной, что обусловило тесные торговые отношения с Женевой.

## Достопримечательности
- Церковь Жекса (1860 г.)
- остатки городской стены XIII века и старинные здания XVII—XIX веков в центре города
- Руины средневекового замка XIII века и замка Флоримон
- музей пожарного дела

## Экономика и промышленность
До начала XX века Жекс был преимущественно городом, занимавшимся сельским хозяйством и кустарной промышленностью.
С начала 1950-х годов Жекс всё больше становится промышленным городом в агломерации с Женевой.
Жекс имеет хорошее автомобильное сообщение. Недалеко находится и Женевский аэропорт.

## Бизнес и торговля
В этом регионе расположены Европейский центр ядерных исследований (ЦЕРН) и его Большой адронный коллайдер.
Небольшие традиционные магазинчики разбросаны между центром города, торговым центром Vertes-Campagnes и ремесленно-торговым районом Эглет. В городе есть три супермаркета: один в Верт-Кампань и два в Эглетте. За последние несколько десятилетий произошел сдвиг коммерческой активности с улицы Рю-дю-Коммерс на улицу Рю-де-Женев, а затем в торговые центры.
В муниципалитете также находятся администрации (субпрефектура и сообщество коммун Пэи-де-Жекс) и многочисленные службы (банки, страхование, свободные профессии).

## Туризм
Благодаря близости к Женеве Жекс, начиная с 1960 года, переживает туристический бум. Перевал Коль-де-ла-Фоссиль летом является началом туристических маршрутов на гребень Юры, а зимой принимает горнолыжников. В последние годы здесь выстроен целый туристический комплекс, а также строится круглогодичная трасса для скоростного спуска, наподобие существующей в немецком городе Имменштадт-им-Альгой.